# Guido Alexander von Streit
Guido Alexander Franz Friedrich Wilhelm Streit, seit 1859 von Streit (* 1. September 1813 in Hildburghausen; † 9. Juli 1904 in Charlottenburg) war ein preußischer Generalleutnant und Ehrenbürger von Spandau.

## Leben

### Herkunft
Guido Alexander war der Sohn des preußischen Majors a. D. und Kartografen Friedrich Wilhelm Streit (1772–1839) und dessen Ehefrau Amalie, geborene Voigt (1787–1838).

### Militärkarriere
Streit trat am 1. September 1826 in das 28. Infanterie-Regiment der Preußischen Armee ein. Ende November 1827 wechselte er mit der Versetzung in die Garde-Artillerie-Brigade die Waffengattung und absolvierte 1830/32 zur weiteren Ausbildung die Vereinigte Artillerie- und Ingenieurschule. Am 10. Mai 1832 wurde als Sekondeleutnant der Brigade aggregiert und am 8. Juni 1834 einrangiert. Ende Februar 1844 avancierte er zum Premierleutnant. Während der Märzrevolution nahm er 1848 an der Niederschlagung der Straßenkämpfen in Berlin sowie während des Feldzuges in Dänemark am Gefecht bei Schleswig teil. Unter Beförderung zum Hauptmann erfolgte am 10. November 1849 seine Ernennung zum Batteriechef. Zugleich war Streit vom 6. Mai 1852 bis zum 19. Mai 1854 als Artillerieoffizier vom Platz der Festung Spandau tätig. Am 1. Mai 1858 wurde er zum Major und Kommandeur des Garde-Train-Bataillons ernannt sowie à la suite des Garde-Artillerie-Regiments gestellt. Für seine Verdienste erhob ihn König Friedrich Wilhelm IV. am 21. April 1859 in den erblichen preußischen Adelsstand.
Am 22. Juni 1860 wurde Streit zum Train versetzt und am 18. Oktober 1861 anlässlich der Krönungsfeierlichkeiten von König Wilhelm I. zum Oberstleutnant befördert. Daran schloss sich vom 23. Oktober 1863 bis zum 17. April 1865 eine Verwendung als Kommandeur der I. Abteilung im Magdeburgischen Feldartillerie-Regiment Nr. 4 an. Anschließend wurde Streit unter Stellung à la suite seines Regiments zum Kommandant der Festung Spandau ernannt und am 18. Juni 1865 zum Oberst befördert. In dieser Eigenschaft erhielt er anlässlich des Ordensfestes im Januar 1868 den Roten Adlerorden III. Klasse mit Schleife sowie am 18. Juni 1869 den Charakter als Generalmajor. Am 30. Juli 1871 wurde Streit mit dem Kronen-Orden II. Klasse ausgezeichnet und am 6. Januar 1872 zum Ehrenbürger von Spandau ernannt. Das Patent zu seinem Dienstgrad erhielt er am 2. Januar 1876, bevor man ihn am 12. September 1878 in Genehmigung seines Abschiedsgesuches mit Pension zur Disposition stellte.
Angesichts seiner langen Dienstzeit bekam er am 14. September 1878 noch den Charakter als Generalleutnant. Er starb am 9. Juli 1904 in Charlottenburg und wurde am 13. Juli 1904 auf dem Luisenfriedhof beigesetzt.

### Familie
Streit heiratete am 6. Januar 1847 in Berlin Marie von Faber (1817–1887). Nach ihrem Tod ehelichte er im Jahr 1891 in Berlin Berta Metz (* 1853). Sie heiratete nach seinem Tod den Major Götz von Fromberg. Streits Ehen blieben kinderlos, aber er hatte den Adoptivsohn Friedrich (Fritz) Wilhelm Elstermann von Elster genannt von Streit.